# Tomás Lipovsek Puches
Tomás Lipovsek Puches (auch Tomás Lipovšek Puches; * 17. April 1993 in Buenos Aires, Argentinien) ist ein slowenisch-argentinischer Tennisspieler.

## Karriere
Puches spielt hauptsächlich auf der Future Tour und der ATP Challenger Tour. Auf ersterer gewann er bislang sechs Titel im Einzel und acht Titel im Doppel. Seinen ersten Challenger-Titel konnte er 2016 im Doppelbewerb in Campinas an der Seite von Federico Coria gewinnen. 2016 kam er in Buenos Aires bei den Argentina Open durch eine Wildcard zu seinem Debüt im Doppel auf der ATP World Tour. Mit Manuel Peña López verlor er in der Auftaktrunde gegen Guido Pella und Diego Schwartzman mit 4:6, 1:6.
Von 2019 bis 2022 trat er für Slowenien an, danach wechselte er wieder zu Argentinien zurück.

## Erfolge
| Legende (Anzahl der Siege)  |
| Grand Slam                  |
| ATP World Tour Finals       |
| ATP World Tour Masters 1000 |
| ATP World Tour 500          |
| ATP World Tour 250          |
| ATP Challenger Tour (1)     |

### Doppel

#### Turniersiege
| Nr. | Datum           | Turnier  | Belag | Partner        | Finalgegner                   | Ergebnis |
| --- | --------------- | -------- | ----- | -------------- | ----------------------------- | -------- |
| 1.  | 8. Oktober 2016 | Campinas | Sand  | Federico Coria | Sergio Galdós Máximo González | 7:5, 6:2 |